# Dĩnh Đông
Dĩnh Đông (chữ Hán giản thể: 颍东区, âm Hán Việt: Dĩnh Đông khu) là một quậnthuộc địa cấp thị Phụ Dương, tỉnh An Huy, Cộng hòa Nhân dân Trung Hoa. Quận này có diện tích 685 km2, dân số 590.000 người, mã bưu chính 236058. Quận lỵ đóng tại đường Bắc Kinh Đông. Về mặt hành chính, quận Dĩnh Đông được chia thành 3 nhai đạo biện sự xứ, 5 trấn, 4 hương. 
- Nhai đạo: Hà Đông, Tân Hoa, Hướng Dương.
- Trấn: Tráp Hoa, Khẩu Tư, Viên Trại, Lão Miếu, Tảo Trang.
- Hương: Ô Giang, Chính Ngọ, Dương Lâu, Nhiễm Miếu.